# Grupa Gligora Cantemira
Grupa Gligora Cantemira (rum. Grupul Gligor Cantemir) – rumuńska antykomunistyczna grupa zbrojna w latach 1947–1952
Gligor Cantemir, który był członkiem Żelaznej Gwardii, zimą 1945 roku został przez Niemców zrzucony na spadochronie na obszarze gminy Gurahonț w rejonie miasta Arad. Zorganizował obóz w lasach na Górze Drocea w Górach Zarand, w którym się ukrywał. Jego zadaniem było zorganizowanie oddziału zbrojnego, który miał prowadzić dywersję na liniach komunikacyjnych w zachodniej Rumunii. Z powodu rychłej kapitulacji III Rzeszy 8/9 maja 1945 roku, jego zadania zdezaktualizowały się. Po sfałszowanych wyborach parlamentarnych w 1946 roku i w wyniku nasilających się represji komunistycznych, dołączyła do niego w 1947 roku pewna liczba osób z okolicznych miejscowości i wsi. W ten sposób powstał oddział zbrojny. W nocy z 20 na 21 grudnia 1948 roku G. Cantemir wraz z innym partyzantem został schwytany przez funkcjonariuszy organów bezpieczeństwa we wsi Cil. Po wydobyciu z niego w wyniku tortur informacji o miejscu przebywania jego oddziału Securitate aresztowała część  partyzantów. Ogółem aresztowano ok. 40 osób. Sam G. Cantemir w 1950 roku został skazany na karę 25 lat więzienia. Pozostali partyzanci na czele z Codru Momą kontynuowali działania do 1952 roku Do starć zbrojnych z oddziałami bezpieczeństwa doszło 3-krotnie: w sierpniu 1949 r. na obszarze gminy Iosășel, 4 listopada 1950 roku i 28 maja 1952 roku W ostatniej walce, która zakończyła się  zniszczeniem oddziału partyzanckiego, zginęło 4 jego członków i kilku popierających ich chłopów.